# Sunne kyrka, Jämtland
Sunne kyrka är en kyrkobyggnad i Sunne socken. Den är sedan 2014 församlingskyrka i Frösö, Sunne och Norderö församling i Härnösands stift. Kyrkan ligger invid Sannsundet och invigdes den 19 juni 1836. Församlingen bestod då endast av 872 personer.

## Kyrkobyggnaden
Kyrkans yttre längd med torn och sakristia är 50,5 meter och tornets höjd upp till korset är 31 meter. Kyrkans båda klockor hade tidigare suttit i kastalen vid gamla kyrkan. Den större är från 1722 och den mindre från 1745. Båda är gjutna i Stockholm.

## Inventarier
Inne i kyrkan finns fyra intressanta föremål. De är altaret, predikstolen, orgeln samt det gamla altaret. Detta 1600-talsaltare sitter på norra långväggen. 

## Orgeln
Orgeln byggdes 1839 av den i Norrland verksamme orgelbyggaren Johan Gustaf Ek från Torpshammar. Den har 14 stämmor, 1 manual och pedal och är så när som på två utbytta stämmor bevarad i ursprungligt skick. 1887 reparerade E. A. Setterquist & Son, Örebro, orgelverket så långt som där fanns medel till. En del stämmor byttes ut som en Gamba istället för en Scharf, trumpeten byttes mot en ny. Ett Oktav-koppel blev ditsatt utom kontrakt. Hela verket stämdes och intonerades. Arbetet kostade 2000 kr. Arbetet besiktigades 8 oktober 1887 av organisten Erik Forsgrén, Frösön, och skolinspektören Jonas Kjellin, Östersund.

## Föregångare
Det sägs att den första kyrkan i Sunne byggdes av kung Sverre Sigurdsson i slutet av 1100-talet, efter Slaget på Storsjöns is. Ett försvarstorn, en kastal byggdes också. Kastalen och ruinen av den medeltida kyrkan finns kvar. Man tror att Sverres kyrka var en träkyrka och att den gamla stenkyrkan byggdes på 1200-talet.